# Jan Ewemo
Jan Eric Ewemo, född 8 januari 1938 i Uppsala, död där 8 juli 1994, var en svensk målare och grafiker.
Ewemo studerade vid Konstfackskolan 1955–1957 och 1959–1961. Han har därefter ställt ut separat ett 50-tal gånger samt medverkat i ett flertal samlingsutställningar i Sverige. Ewemo har utfört flera offentliga utsmyckningar, och är representerad vid Moderna museet, Malmö museum, Kalmar konstmuseum, Gustav VI Adolfs samling, Statens konstråd och vid några svenska länsmuseer.
Ewemo är begravd på Uppsala gamla kyrkogård.